# David Alton
Pour les articles homonymes, voir Alton.
David Patrick Paul Alton, baron Alton de Liverpool, (né le 15 mars 1951) est un homme politique britannique.
Il est un libéral et plus tard démocrate libéral qui est député de 1979 à 1997 et siège comme membre crossbench de la Chambre des lords depuis 1997. Catholique,, il soutient les causes anti-avortement. Il est également connu pour son travail en faveur des droits humains, notamment la co-fondation de Jubilee Action, l'association caritative pour les enfants (qui a changé son nom en Chance for Childhood en 2014), et il est président, patron ou fiduciaire de plusieurs organisations caritatives et bénévoles.

## Éducation et entrée en politique
Né à Londres le 15 mars 1951,. Son père est un rat du désert qui a servi dans la huitième armée, puis a travaillé pour la Ford Motor Company. Sa mère est une irlandaise de l'ouest de l'Irlande. Après avoir été relogé de l'East End, Alton est élevé dans un logement social. Il passe un examen de bourse pour rejoindre la première promotion d'un nouveau lycée jésuite et fait ses études à la Campion School, Hornchurch, Essex, et au Christ's College of Education, Liverpool. Il commence sa carrière comme enseignant et, en 1972, il est élu libéral au conseil municipal de Liverpool en tant que plus jeune conseiller municipal de Grande-Bretagne. Alton est élu pour le quartier Low Hill, servant de 1972 à 1974, puis, après le Local Government Act 1974, il est élu pour le quartier Smithdown où il sert pendant les six années suivantes. Ashton est également membre du conseil du comté de Merseyside pour la division Smithdown de 1974 à 1977 et président du comité du logement. Il est chef adjoint du conseil municipal de Liverpool de 1975 à 1978.

## Carrière politique
Il est élu député de Liverpool Edge Hill lors d'une élection partielle en 1979 pour le Parti libéral, et est le « bébé de la maison ». Il remporte le siège le lendemain de la défaite du gouvernement de Callaghan lors d'un vote de confiance et de la convocation des élections générales de 1979. Il devient le député le plus éphémère, député moins d'une semaine, et prononce son discours inaugural dans les trois heures après avoir pris son siège. Cinq semaines plus tard, il est réélu et reste député de Liverpool pendant 18 ans, avant de se retirer. Il est le seul nouveau membre d'un parti parlementaire de 11 députés. Il fait campagne sur le slogan «Tout le monde connaît quelqu'un qui a été aidé par David Alton». Il est un bébé de la maison de très courte durée, puisque Stephen Dorrell, qui a un an de moins qu'Alton, est élu lors des élections générales de 1979.

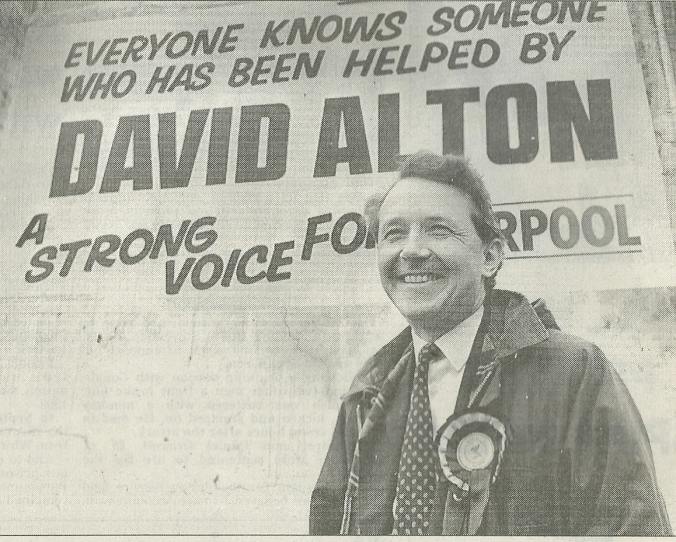
David Alton et son affiche de campagne électorale partielle de 1979

Lorsque la circonscription d'Edge Hill est abolie pour les élections générales de 1983, il est élu pour représenter la nouvelle circonscription de Liverpool Mossley Hill.
De 1979 à 1988, il est à plusieurs reprises porte-parole pour l'environnement, les affaires intérieures, l'Irlande du Nord et comme whip en chef. Il est connu pour sa position fortement anti-avortement et, en 1987, il démissionne de son poste de whip en chef pour faire campagne pour son projet de loi d'initiative parlementaire infructueux qui visait à mettre fin aux avortements tardifs. Il est devenu député libéral-démocrate lorsque le Parti libéral a fusionné avec le SDP en 1988, mais il a eu des relations difficiles avec certaines parties du parti, en particulier dans les tentatives de faire adopter une position favorable au droit à l'avortement. En 1992, il annonce qu'il ne se présenterait plus comme démocrate libéral après que le parti eut adopté une politique qui, selon lui, engageait le parti à soutenir l'avortement pour la première fois. Une motion adoptée au printemps 1993 déclarant que le parti n'avait pas de position sur la question de fond de l'avortement l'a épargné de tenir sa promesse.
Il se retire en tant que député aux élections générales de 1997. Il est fait pair à vie en tant que baron Alton de Liverpool, de Mossley Hill dans le comté de Merseyside, comme choix personnel de John Major dans les honneurs de dissolution, et prend son siège à la Chambre des lords en tant que crossbencher.
Lord Alton est président du groupe parlementaire britannique multipartite et s'est rendu à Pyongyang en octobre 2010 et a des entretiens avec des dirigeants du gouvernement nord-coréen, dont Choe Thae Bok, président de l'Assemblée populaire suprême.
En 1997, Alton est nommé professeur de citoyenneté à l'Université John Moores de Liverpool, créant la Foundation for Citizenship et les Roscoe Lectures. La série de conférences explore la citoyenneté et des conférences ont été données par des commentateurs, dont le 14e dalaï-lama et Charles III.

## Droits humains
Lord Alton crée le groupe de pression pour les droits de l'homme, Jubilee Campaign, en 1987, avec le soutien d'autres membres du Parlement. Il est également cofondateur de Jubilee Action, une association caritative pour enfants créée pour répondre aux besoins humanitaires mis en évidence par le travail de Jubilee Campaign. En 2014, Jubilee Action change son nom pour Chance for Childhood.
Lord Alton fait campagne contre la loi de 2008 sur la fertilisation humaine et l'embryologie, s'opposant à la création et à l'utilisation de cellules souches hybrides animal-humain à des fins médicales.
Il est parrain de l'International Young Leaders Network et de Save the Congo !, un petit groupe international de défense des droits fondé par le militant congolais des droits Vava Tampa pour mettre fin à la crise politique qui continue de donner lieu à des guerres, des conflits et des violences qui ont tué plus de 5,4 millions de personnes au Congo.
Lord Alton soutient les manifestations de Hong Kong de 2019. En réaction aux attaques du législateur pro-Pékin Junius Ho contre les femmes et la communauté LGBT +, ainsi que son soutien présumé aux assaillants de Yuen Long, Alton a écrit à l'Université Anglia Ruskin pour demander l'annulation du doctorat honorifique qu'il avait conféré à Ho.

## Vie privée
Alton est marié, a quatre enfants et deux petits-enfants, et possède à la fois la nationalité britannique et irlandaise. Il réside dans le Lancashire, au Royaume-Uni et est catholique romain,,,.

## Livres
Lord Alton a publié de nombreux essais:
- What Kind of Country? Marshall Pickering 1987
- Whose choice anyway? Marshal Pickering 1988
- Faith in Britain Hodder & Stoughton 1991
- Signs of Contradiction Hodder & Stoughton 1996
- Life After Death Christian Democrat Press 1997
- Citizen Virtues HarperCollins 1999
- Citizen 21 HarperCollins 2001
- Pilgrim Ways St Pauls Publishing 2001
- Passion and Pain (avec Michele Lombardo) 2003
- Euthanasia: Getting To The Heart of The Matter (avec Martin Foley) 2005
- Abortion: Getting To The Heart of The Matter (avec Martin Foley) 2005
- Building Bridges: Is there Hope for North Korea? (avec Rob Chidley) Lion 2013